# Michael Giacchino
Michael Giacchino (n. 10 octombrie 1967, Riverside Township⁠(d), New Jersey, SUA) este un compozitor american, care a câștigat numeroase premii pentru melodii din filme cunoscute, seriale și jocuri video. A urmat Școala Juilliard, precum și Școala de Arte Vizuale din New York, unde a obținut o diplomă în producerea de filme și o diplomă în istorie.
Munca lui Giacchino în diferite jocuri video l-a condus spre prima sa lucrare în televiziune. În 2001, J.J. Abrams, producătorul serialului Alias, l-a descoperit pe Giacchino prin intermediul muncii sale în jocurile video și l-a însărcinat cu realizarea coloanei sonore pentru noul său serial. Coloana sonoră a serialului Alias reprezintă o îmbinare de piese orchestrale cu muzică electronică. Giacchino a realizat de asemenea și coloana sonoră a următorului serial al lui J.J. Abrams, Lost.